# 東郡大山
東郡大山（ひがしぐんたいさん）は台湾の南投県信義郷にある標高3,619mの山。

## 概要
中央山脈南部にある東郡山系の最高峰で、台湾百岳では15位で「十崇」の最高峰である。
ブヌン語で「Hahais（郡社群）」「Kakais（巒社群）」と呼ばれており、「hais」「kais」は「境界」を意味し、ブヌン族の郡社群と巒社群はこの山稜を境界としている。

## 歴史

### ブヌン神話
- 大洪水神話太古の昔に大蛇が暴れて濁水渓をふさいで氾濫し、全土が水浸しになったが、玉山、東郡大山、卓社大山の3山だけが、沈まずに最後の避難場所になったという[1] 。
- 太陽征伐太古の昔、太陽は2つ存在し、地上の生物は暑さに苦しんでいた。勇者は子供を連れて、太陽を征伐するために旅に出た。長い道のりの末、世界の果てである東郡大山（大石公山という説もある）にたどり着き、弓を引いて矢を放った。すると太陽の一つが矢に射抜かれ、月に変わったという[2]。